# San Martín Tuxtla
Le San Martín Tuxtla est un volcan bouclier qui s’élève au-dessus du golfe du Mexique. Il a eu des éruptions dans les temps historiques. Il se rencontre dans le champ volcanique de Tuxtla dans l'État de Veracruz, au Mexique. Les laves de San Martín Tuxtla varient entre la basanite et le basalte. Localement, le volcan est également connu sous le nom de Tiltépetl.